# Darrell Green
Darrell Ray Green (Houston, 15 febbraio 1960) è un ex giocatore di football americano statunitense che ha giocato nel ruolo di cornerback per tutta la carriera con i Washington Redskins della National Football League (NFL). È largamente considerato uno dei migliori cornerback della storia del football. Green è stato inserito nella Pro Football Hall of Fame nel 2008.

## Carriera
Green fu scelto nel Draft NFL 1983 dai Washington Redskins, squadra con cui è rimasto per tutta la sua carriera. Durante la prima gara in carriera, mise a segno la sua prima giocata decisiva quando blocco il running back Tony Dorsett dei Dallas Cowboys impedendogli di segnare un touchdown. Green disputò come titolare tutte le 16 gare della sua prima annata, concludendo al quarto posto della squadra con 109 tackle totali e guidandola con 79 tackle solitari. Si classificò al secondo posto nel premio di rookie difensivo dell'anno.
Durante la stagione accorciata per sciopero del 1987, i Redskins terminarono con un record di 11–4 e Green ebbe un anno di successo. Fece registrare un record in carriera di 3 intercetti nella gara contro i Detroit Lions del 15 novembre 1987. Due delle due migliori prestazioni giunsero durante i playoff di quella annata. Una fu nel divisional round contro i Chicago Bears, dove ritornò un punt per 52 yard nel touchdown della vittoria. Green si ruppe la cartilagine di una costola mentre tentava di sfuggire a un placcaggio avversario ma continuò a correre fino alla end zone. In seguito, nella finale della NFC, su una decisiva situazione di quarto down a una yard dalla end zone di Washington e 56 secondi rimanenti, Green deviò un passaggio diretto a Darrin Nelson di Minnesota, permettendo ai Redskins di conservare il loro vantaggio di 17-10 e qualificarsi per il Super Bowl XXII, poi vinto.
Green ebbe successo anche ne decennio successivo. Nel 1997 ritornò un intercetto per 83 yard in touchdown contro i Philadelphia Eagles, che fu il più lungo della sua carriera. Il 13 dicembre di quello stesso anno disputò la sua 217ª gara come Redskin, superando il primato di Monte Coleman. Nel 1999 contro gli Arizona Cardinals intercettò il 50º passaggio della carriera ai danni di Jake Plummer at FedExField.
Nella sua ultima partita, il 29 dicembre 2002, Green e i Redskins sconfissero i Dallas Cowboys 20-14 al FedExField. Nel corso di quella sfida, ritornò un punt dopo che il pallone gli fu passato lateralmente da Champ Bailey per 35 yard, in quella che fu la più lunga giocata di sempre per un giocatore della sua età (42 anni, 327 giorni).
Green si ritirò dopo la stagione 2002 all'età di 42 anni, dopo avere giocato per sei allenatori: Joe Gibbs, Richie Petitbon, Norv Turner, Terry Robiskie, Marty Schottenheimer e Steve Spurrier. Per diversi anni, Green e l'ex offensive lineman dei Los Angeles/St. Louis Rams Jackie Slater furono gli unici giocatori della storia della lega ad avere militato per venti stagioni nella stessa squadra; il kicker Jason Hanson superò questo primato dopo avere militato per 21 stagioni nei Detroit Lions.

## Palmarès

### Franchigia
- Super Bowl : 2

Washington Redskins: XXII, XXVI
- National Football Conference Championship: 3

Washington Redskins: 1983, 1987, 1991

### Individuale
- Convocazioni al Pro Bowl: 7

1984, 1986, 1987, 1990, 1991, 1996, 1997
- All-Pro: 4

1986, 1987, 1990, 1991
- PFWA All-Rookie Team - 1983
- Formazione ideale della NFL degli anni 1990
- 70 Greatest Redskins
- Formazione ideale del 100º anniversario della National Football League
- Pro Football Hall of Fame (classe del 2008)
- College Football Hall of Fame
- Classificato al #75 tra i migliori cento giocatori di tutti i tempi da NFL.com
- Numero 28 ritirato dai Washington Commanders

## Record NFL
- Maggior numero di stagioni consecutive con almeno un intercetto (19)
- Maggior numero di stagioni consecutive con almeno un tocco (ricezioni, corse, ritorni) (20); condiviso con Jerry Rice
- Più vecchio giocatore a guadagnare 35 yard in un'azione, (42 anni, 327 giorni)
- Più vecchio giocatore a ritornare un intercetto in touchdown nei tempi supplementari, (35 anni, 249 giorni)
- Più vecchio giocatore a far registrare un intercetto (41 anni, 304 giorni)
- Più vecchio giocatore a ritornare un intercetto per 80 yard (37 anni, 309 giorni)
- Più vecchio giocatore a segnare un touchdown non offensivo nei tempi supplementari, (35 anni, 249 giorni)
- Più vecchio giocatore nel ruolo di defensive back (42 anni)
- Maggior numero di gare disputate da un difensore (295)